# سدیم فروسیانید
سدیم فروسیانید (به انگلیسی: Sodium ferrocyanide) با فرمول شیمیایی Na۴Fe(CN)۶ یک ترکیب شیمیایی با شناسه پاب‌کم ۲۶۱۲۹ است. که جرم مولی آن 303.91 g/mol می‌باشد. شکل ظاهری این ترکیب ، بلورهای زرد است.رنگ زرد آن به علت وجود یون فروسیانید است.این ماده قابل حل در ّآب و غیرقابل حل در الکل است.  فروسیانید ها درحرارت بالا و محیط های اسیدی تجزیه شده و نمک ها و یا گاز های شدیدا سمی متصاعد می کنند.   
این ماده به طور صنعتی از هیدروژن سیانید,کلرید آهن (II)و کلسیم هیدروکسید تهیه می شود.